# 埼玉県道278号秩父多摩甲斐国立公園三峰線

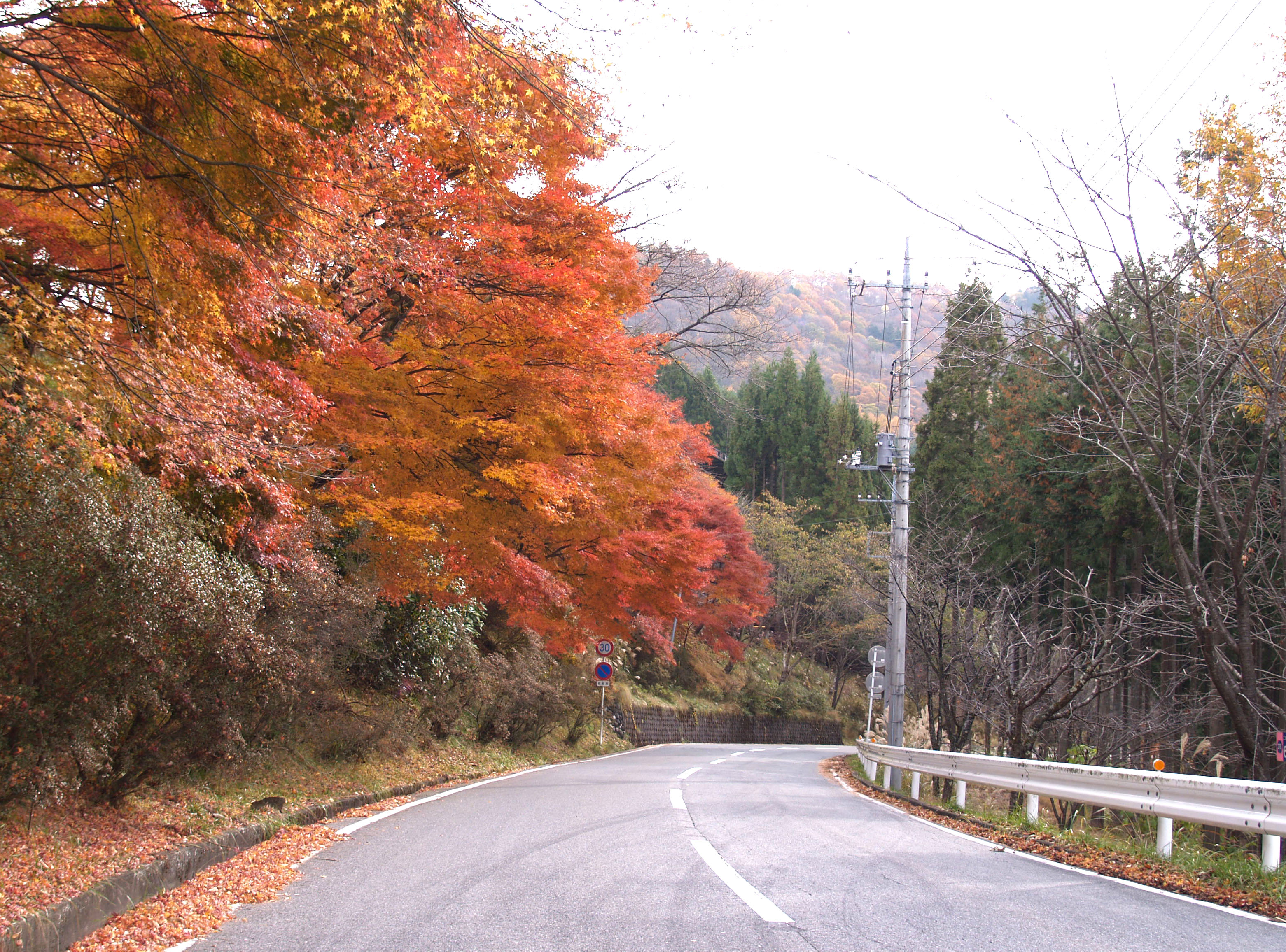
三峰神社付近

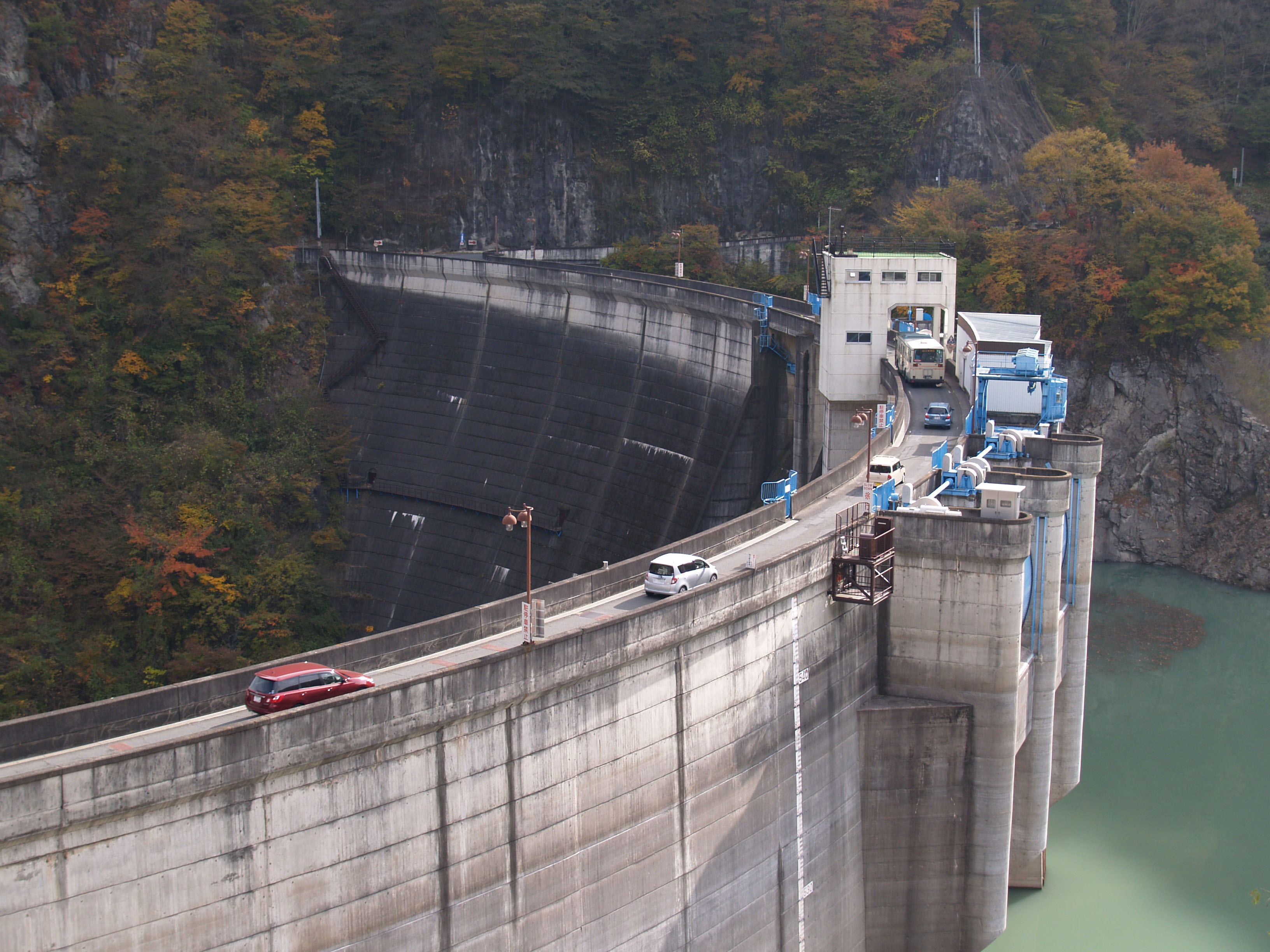
二瀬ダムの天端を通る

埼玉県道278号秩父多摩甲斐国立公園三峰線（さいたまけんどう278ごう ちちぶたまかいこくりつこうえんみつみねせん）は、埼玉県秩父市荒川地区から同県秩父市大滝地区に至る県道である。
終点近くでは二瀬ダムの天端を通り、この付近では信号機による交互一方通行となっている。かつて終点の国道140号との交点はトンネル内にあり、国道側も片側交互通行だったが、2013年8月1日に国道側の新道となる二瀬ダム左岸湖岸道路が開通したことにより、トンネルの手前側に交差点が設置され、国道の交互通行が可能となり、片側交互通行は当路線側のみとなった。また、この為、当路線の距離がトンネルの分だけ短縮された

## 路線概要
- 起点：秩父多摩甲斐国立公園（埼玉県秩父市三峰）
- 終点：国道140号交点（埼玉県秩父市大滝）
- 総距離：9,288m

## 通過する自治体
- 埼玉県
  - 秩父市

## 接続・交差する道路
- 国道140号

## 沿線
- 秩父多摩甲斐国立公園
- 二瀬ダム（秩父湖）